# Baia delle Zagare

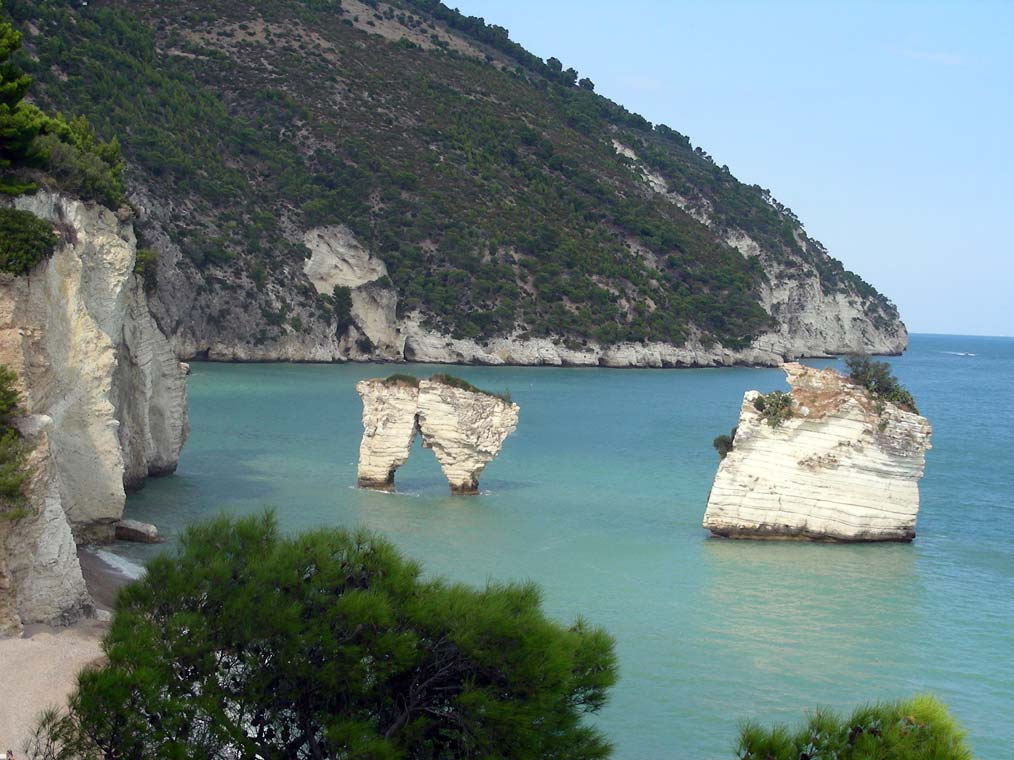
La baia, con i due faraglioni

La baia delle Zagare, nota anche come baia dei Mergoli è un tratto di costa situato a Mattinata nel Gargano, in Puglia. Il nome di questa baia deriva dalle zagare, fiori degli agrumi e dai merli e passeri solitari presenti nella zona. È posta davanti ad una falesia di roccia calcarea, con una spiaggia anch'essa rocciosa, due faraglioni noti come "Arco di Diomede" e  "Le forbici" ed una grotta nota come "grotta delle finestre". È divisa in tre spiagge separate da sporgenze rocciose, di cui le due più lunghe misuranti 260 m e 450 m e la terza, più a nord, lunga 60 m e raggiungibile solo via mare. Quella più a sud è libera ottenendo la concessione giornaliera d’accesso dal Comune di Mattinata. Il parcheggio autovetture ha un costo elevato ma lo stato della spiaggia ottimamente conservato ne lascia immaginare la tenuta in condivisione.